# 叙里埃斯布瓦
叙里埃斯布瓦（法語：Sury-ès-Bois，法語發音：[syʁi ɛs bwa]）是法国谢尔省的一个市镇，属于布尔日区。

## 地理
叙里埃斯布瓦（47°27'53"N, 2°42'16"E）面积31.9 平方千米，位于法国中央-卢瓦尔河谷大区谢尔省，该省份为法国中部省份，北起卢瓦雷省，西接卢瓦-谢尔省和安德尔省，南至克勒兹省，东南接阿列省，东临涅夫勒省。
与叙里埃斯布瓦接壤的市镇（或旧市镇、城区）包括：阿西尼、桑特朗日、桑塞尔地区萨维尼、图村、索尔德河畔瓦伊、皮埃尔菲特-埃斯布瓦。

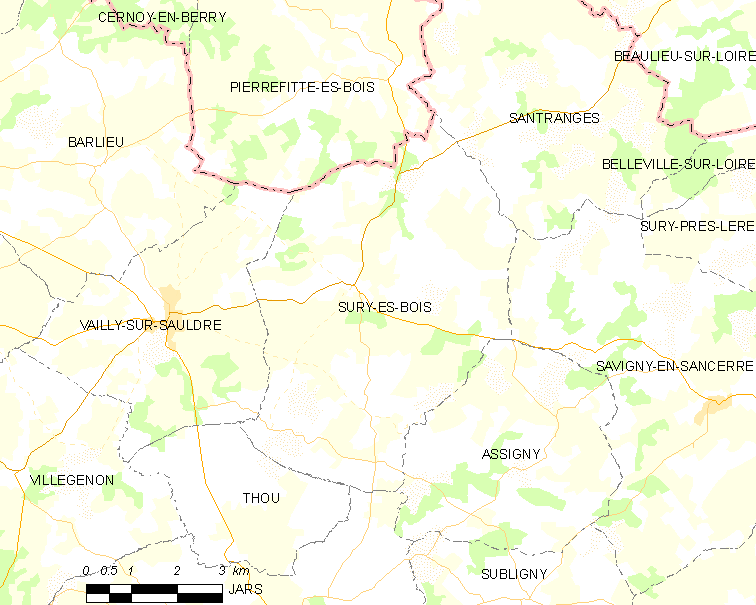
叙里埃斯布瓦的OSM定位图

叙里埃斯布瓦的时区为UTC+01:00、UTC+02:00（夏令时）。

## 行政
叙里埃斯布瓦的邮政编码为18260，INSEE市镇编码为18259。

## 政治
叙里埃斯布瓦所属的省级选区为桑塞尔县。

## 人口

1962-2008年间叙里埃斯布瓦人口变化图示

叙里埃斯布瓦于2022年1月1日时的人口数量为300人。